# 項冠鳳胎䲁
項冠鳳胎䲁（學名：Pavoclinus litorafontis），為輻鰭魚綱䲁形目胎䲁科鳳胎䲁屬的一個種，分布於東南大西洋南非福爾斯灣海域，本魚體延長，背鰭硬棘29-32枚、背鰭軟條7-8枚、臀鰭硬棘2枚、臀鰭軟條20-23枚，體長可達21公分，棲息在海草生長的潮間帶潮池，雌魚產附著性卵，雄魚會守護卵，幼魚為浮游性，生活習性不明。